# Metasprache
Eine Metasprache ist eine „Sprache über Sprache“. Die Sprache, über die eine Metasprache spricht, ist die zugehörige Objektsprache.
Meta kommt aus dem Griechischen (μετά) und bedeutet unter anderem so viel wie ‚hinter‘, ‚über‘.

## Begriff

### Bedeutungen des Ausdrucks „Metasprache“
Metasprache bezeichnet allgemein (1) eine Sprache über eine Sprache.
Im Normalfall und damit in der Hauptbedeutung (2) bezeichnet Metasprache eine Sprache über eine Objektsprache im Sinne einer Sprache über nichtsprachliche Gegenstände. Die unten angeführten Beispiele sind Schulbeispiele für diese Hauptbedeutungen.
In einer anderen Bedeutung (3) kann Metasprache auch eine Metasprache über eine Metasprache sein und heißt dann (im Fall einer zweistufigen Metasprachlichkeit) Metametasprache. Es gibt dann also eine Metametasprache, eine Metasprache und eine Objektsprache.
Eine reine Metasprache (4) ist ein Ideal, praktisch sind Metasprachen nicht rein.
Metasprache ist dann in einer schwächeren Bedeutung (5) eine Sprache, „in der auch über Sätze der Objektsprache gesprochen wird“.
Zusammengefasst ist eine Metasprache eine Sprache über eine Sprache (1), die entweder eine Objektsprache (2) oder selbst eine Metasprache (3) sein kann, wobei dies in reiner Form (4) oder gemischt mit objektsprachlichen Elementen (5) sein kann.

### Mehrdeutigkeit des Ausdrucks „Objektsprache“
Der mit dem Ausdruck Metasprache korrespondierende Ausdruck „Objektsprache“ ist ebenfalls mehrdeutig:
- Sprache über außersprachliche Gegenstände

(= absolute Objektsprache; = unterste Aussagestufe (Null-Stufe); = Sprache erster Stufe;);
- Sprache, die Gegenstand einer Metasprache ist (wohl Hauptbedeutung)[8]

(= relative Objektsprache; = Sprache, die als Objekt der Untersuchung „erwähnt“ wird, über die geredet wird);
- die natürliche Sprache[12] oder Alltagssprache[13]

### Beispiele für die Hauptbedeutungen
- Beispiel 1:
  - Gießen ist eine Stadt (Objektsprache).
  - ‚Gießen‘ hat sechs Buchstaben (Metasprache).
  - Der Satz ‚Gießen ist eine Stadt‘ ist deskriptiv (Metasprache).
  - Aus den Sätzen ‚Wer viele Bücher schreibt, ist kein guter Dozent.‘ und ‚Dozent A. hat viele Bücher geschrieben.‘ folgt logisch der Satz ‚Dozent A. ist kein guter Dozent.‘ (Metasprache).
- Beispiel 2:[14]
  - Metasprache = 2. Stufe = Der Satz ‚Wien ist eine Stadt‘ ist wahr.
  - Objektsprache = 1. Stufe = Wien ist eine Stadt.
  - Objekt = 0. Stufe = {Wien, [ist eine Stadt]}
- Beispiel 3:[15]

| Objekte            | Objektsprache                  | Metasprache                               |
| ------------------ | ------------------------------ | ----------------------------------------- |
| <Vogel>            | Vogel (Ding)                   | ‚Vogel‘ (Wort, Name)                      |
| <fliegender Vogel> | Der Vogel fliegt. a1 (Zustand) | ‚Der Vogel fliegt.‘ ‚a1‘ (Satz, Aussage)  |
|                    | a                              | „a“ (Aussagenvariable)                    |
|                    |                                | ‚Der Vogel fliegt‘ ist wahr. alpha1/alpha |

## Relativität und Hierarchie der Metasprachlichkeit
Die Eigenschaft einer Sprache, Metasprache zu sein, ist relativ: Die Metasprache einer Objektsprache kann Objektsprache einer Meta-Metasprache sein.
Bertrand Russell hat „die Möglichkeit einer unendlichen Hierarchie von Sprachebenen in Erwägung gezogen“. Dann gibt es grundsätzlich beliebig viele Metasprachen.
Fraglich ist jedoch auch, ob nicht die Alltagssprache die erste Objekt- und die höchste Metasprache zugleich ist.
Eine Metasprachlichkeit kann innersprachlich (intralingual) oder auch zwischensprachlich (interlingual; englisch: metalinguistical) bestehen. In einem deutschen Englisch-Lehrbuch ist die deutsche Sprache Metasprache der englischen Sprache. In einem englischen Französisch-Lehrbuch die englische Sprache Metasprache der französischen usw.

## Objekt- und Metasprache in der Umgangssprache
In der Umgangssprache gibt es mehrere Sprachstufen. Im wörtlichen Sinn gibt es eine Objekt- und Metasprache nur in bestimmten Kunstsprachen.
„Die Umgangssprache ist eine Mischung aus Objektsprache und Metasprache, in der alle drei Teile der Metasprache auftreten“. „Das Auftreten von Wörtern wie ‚Wort‘ und ‚Aussage‘ weist auf die Verwendung der Metasprache hin. Wörter wie ‚Konklusion‘ und ‚ableitbar‘ gehören zur Syntax, Wörter wie ‚wahr‘, ‚wahrscheinlich‘ und ‚vielleicht‘ gehören zur Semantik, und Wörter wie ‚Behauptung‘, ‚unglaublich‘ und ‚selbstverständlich‘ gehören zur Pragmatik.“
Eine Sprache, die wie die Umgangssprache nicht zwischen Objekt- und Metasprache unterscheidet, nennt Alfred Tarski semantisch geschlossene Sprache. In ihr kann das Lügner-Paradoxon formuliert werden.
„Wörter, die in verschiedenen Sprachen in ähnlichen Bedeutungen auftreten, nennt man ‚mehrdeutig bezüglich der Sprachstufe‘.“

## Syntax, Semantik und Pragmatik der Metasprache
„In der Metasprache werden die Regeln für die betreffende Objektsprache formuliert, besonders semantische und syntaktische Regeln, und Lehrsätze aufgestellt, die sich auf Grund der Regeln ergeben.“
Nach Reichenbach zerfällt eine (logisch analysierte) Metasprache entsprechend den Argumentstellen der Zeichenrelation in drei Teile: „Der erste Teil, die Syntax, behandelt ausschließlich Beziehungen zwischen Zeichen und betrifft daher Struktureigenschaften der Objektsprache.“ „Der zweite Teil, die Semantik, nimmt auf Zeichen und auf Objekte Bezug; sie schließt daher insbesondere Aussagen über die Wahrheitswerte mit ein…“ Die Pragmatik fügt eine Bezugnahme auf Personen hinzu. Es müsse also (1) Formationsregeln, (2) Wahrheitsregeln und (3) Ableitungsregeln geben.

## Bedeutung der Unterscheidung Metasprache – Objektsprache
Der Begriff ‚Metasprache‘ ist ein Konzept aus der semantischen Stufentheorie. Nach der Theorie der semantischen Stufen ist die Sprache über die Dinge von der Sprache über die Sprache selbst zu unterscheiden. Alle Seienden, die keine Zeichen sind, sind dabei die Null-Stufe. Die Klasse der Zeichen, die diese Gegenstände bezeichnen, sind Zeichen „erster Stufe“ oder „Objektsprache“. Zeichen, die die Objektsprache bezeichnen, bilden die Metasprache der ersten Sprache (Sprache „zweiter Stufe“). Und so weiter.
Das Konzept der Metasprache wird heute in vielen theoretischen Wissenschaften gebraucht. In diesem Sinn ist Metasprache ein wissenschaftliches Sprachsystem, das sich nicht auf den Objektbereich einer Wissenschaft, sondern auf die Sprache der Wissenschaft bezieht. Die Unterscheidung von Metasprache und Objektsprache – und überhaupt der semantischen Stufen – erwies sich zunächst in der formalen Logik und der mathematischen Grundlagenforschung als notwendig, um Antinomien aufzulösen oder zu vermeiden, findet heute aber in vielen theoretischen Wissenschaften Anwendung.
Das klassische Lügner-Paradox löst sich auf, wenn man selbstbezügliche Aussagen als sinnlos ansieht.
Die Unterscheidung in Objekt- und Metasprache gilt als eine „logische Großtat“. Die Bedeutung der Unterscheidung liegt darin, dass die darin zum Ausdruck kommende „Theorie der Sprachstufung“ das Verbot des Selbstbezuges sprachlicher Ausdrücke derselben Sprachstufe verdeutlicht und die bei Missachtung auftretende Antinomien vermeidet.
Die Unterscheidung von Objekt- und Metasprache führt zu einer „neuen wichtigen Sinnregel“: „jeder Ausdruck, in welchem von diesem Ausdruck selbst die Rede ist, ist sinnlos“. Es gilt als wichtiges Prinzip: „Nach diesem Prinzip haben wir in einem Satz, in dem wir etwas über ein Ding sagen wollen, nicht dieses Ding selbst, sondern seinen Namen oder seine Bezeichnung zu gebrauchen.“
„Man kann auf Grund der Metasprache dann und nur dann methodologisch korrekte und sachlich zutreffende Definitionen der semantischen Begriffe angeben, wenn in der Metasprache Variablen von höheren logischen Typen vorkommen, als alle Variablen der Sprache, die den Gegenstand der Untersuchung bildet“, und ein Widerspruchsfreiheitsbeweis lässt sich nicht durchführen, „falls die Metasprache keine Variablen von höheren Typen enthält“.

## Vorläufer, Parallelen und Anwendungen
Die Theorie der Sprachstufen hatte ihren Vorläufer in der scholastischen Lehre von der Supposition, die in der frühen Neuzeit als scholastische in Misskredit und in Vergessenheit geriet.
Die Unterscheidung von Frege zwischen der Hilfs- und der Darlegungssprache „steht der Unterscheidung von Sprache und Metasprache nahe“.
In seiner Typentheorie nahm Russell eine Unterscheidung von Objekt- und Metasprache vor.
„In der Sprache der Mengentheorie lässt sich das Stufen- oder Typenprinzip folgendermaßen ausdrücken: Eine Menge darf nicht gleichzeitig Element ihrer selbst sein, …“
Russell spricht auch von einem transparenten und nicht-transparenten Vorkommen eines Zeichens. Ein transparentes Vorkommen ist das Vorkommen eines Zeichens, bei dem das Zeichen etwas bezeichnet. Ein nicht-transparentes Vorkommen das Vorkommen eines Zeichens, das nicht als solches benutzt, sondern nur erwähnt wird (Beispiel: Arno ist ein Name aus vier Buchstaben).
„Auf die Unterscheidung zwischen Objekt- und Metasprache wird oft auch mit dem Kennwort use and mention hingewiesen. Reden wir über das Pferd Feuervogel, brauchen (= use) wir die Lautfolge „Feuervogel“ als Symbol, um uns auf einen Gegenstand zu beziehen, der Teil der Welt ist. Reden wir hingegen über die Lautfolge „Feuervogel“, indem wir z. B. sagen, diese Lautfolge sei viersilbig, erwähnen (= mention) wir die Lautfolge „Feuervogel“, indem wir mit Hilfe des namensähnlichen Gebildes „die Lautfolge ‚Feuervogel‘“ über sie reden.“
Das Bedeutungspaar use and mention hat in der deutschen Linguistik seine Entsprechung in „Gebrauch eines Ausdrucks“ – „Anführung eines Ausdrucks“: Ein Ausdruck wird gebraucht, wenn er etwas anderes als sich selbst bezeichnet, im Normalfall also eine außersprachliche Wirklichkeit. Ein Ausdruck wird angeführt, wenn über den Ausdruck selbst gesprochen wird. (Siehe auch materiale und formale Supposition.)
Abkürzungen sind nicht metasprachlicher Art: „Eine Abkürzung ist keine Bezeichnung für ein Zeichen, sondern steht an Stelle eines Zeichens.“
Die Theorie der Sprachstufen hat auch Bedeutung für die Wahrheitsdefinition von Tarski.
In der juristischen Auslegungslehre gilt der Grundsatz protestatio facto contraria non valet: eine Verwahrung, die sich gegen eine bestimmte Interpretation des eigenen Verhaltens wendet, ist unbeachtlich, wenn das eigene Verhalten der Verwahrung widerspricht. Beispiel: „Ich will Sie nicht beleidigen, Sie Idiot!“
In der Informatik dient z. B. die Backus-Naur-Form (kurz: BNF) zur metasprachlichen Beschreibung der Syntax von Programmiersprachen.

## Schreibweisen
Objekt- und metasprachliche Ausdrucksweisen werden optisch unterschiedlich unterschieden:
- Gebrauch von Anführungszeichen eines bestimmten Typs (Beispiel: ‚Gießen‘ ist sechs Zeichen lang);
- Gebrauch einer anderen Drucktype (Beispiel: Gießen ist sechs Zeichen lang);
- Gebrauch einer sonstigen speziellen metasprachlichen Symbolik.

Wie, wechselt von Autor zu Autor bzw. Verlag zu Verlag etc.
Ein Ausdruck in Anführungszeichen usw. ist dann „ein metasprachlicher Ausdruck in Bezug auf einen ähnlichen Ausdruck ohne Anführungszeichen“.
Beispiel: „Haus“ hat vier Buchstaben und ist einsilbig (wahr); das Haus hat vier Buchstaben (falsch).
In nicht axiomatischen Zusammenhängen wird eine Mehrdeutigkeit auch in Kauf genommen. Doppelte Anführungszeichen kann man z. B. sowohl zur metasprachlichen Bezeichnung sprachlicher Ausdrücke als auch zur Kennzeichnung semantisch (noch) nicht hinreichend bestimmter oder allzu metaphorischer sprachlicher Ausdrücke verwenden. Wenn man sich der Wichtigkeit der Unterscheidung in Objekt- und Meta-Sprache bewusst ist, lässt sich die Bedeutung aus dem jeweiligen Kontext entnehmen.